# Sarosa ignicornis
Sarosa ignicornis är en fjärilsart som beskrevs av George Francis Hampson 1914. Sarosa ignicornis ingår i släktet Sarosa och familjen björnspinnare. Inga underarter finns listade.